# 圣地亚哥·卡萨雷斯·基罗加
圣地亚哥·卡萨雷斯·基罗加（西班牙語：Santiago Casares Quiroga，1884年5月8日—1950年2月17日），是西班牙第二共和国时期的政治家、共和左翼的领袖和无神论者。卡萨雷斯曾于1936年5月13日至7月19日担任西班牙总理，任内爆发了西班牙内战，他因无力镇压叛乱而总辞。